# 大栄ジャンクション
大栄ジャンクション（たいえいジャンクション）は、千葉県成田市吉岡にある、東関東自動車道と首都圏中央連絡自動車道（圏央道）を接続するジャンクション。

## 歴史
- 2013年（平成25年）12月24日：当JCTの名称が「大栄JCT」で正式決定[3]。
- 2015年（平成27年）6月7日：首都圏中央連絡自動車道（圏央道）・神崎IC - 大栄JCT間開通に伴い、供用開始[1][2]。
- 2025年（令和7年）度 - 2026年（令和8年）度：圏央道・神崎IC - 大栄JCT間が4車線化予定[4]。
- 2026年（令和8年）度：圏央道・大栄JCT - 松尾横芝IC間開通予定[5][注釈 1]。

## 接続する道路
- E51 東関東自動車道（10-1番）
- C4 首都圏中央連絡自動車道 （圏央道）(90番)

## 隣
E51 東関東自動車道
(9-1/10)成田JCT/IC - (10-1)大栄JCT - 大栄PA - (11)大栄IC
C4 首都圏中央連絡自動車道
(87)下総IC - (90)大栄JCT - 圏央成田IC（事業中）